# آي بي إم ميرا
آي‌ بي‌ إم ميرا (بالإنجليزية: IBM Mira)‏ حاسوب عملاق من صنع شركة أي بي إم وحسب قائمة توب500 لشهر يونيو 2013 صنف خامس أسرع حاسوب في العالم وبلغت سرعة أداءه 8.16 بيتا فلوبس، ويستهلك 3.9 ميغا واط كهرباء. وتم بناءه لصالح مختبر أرجون الوطني وبدعم من وزارة الطاقة الأمريكية وبشكل جزئي من مؤسسة العلوم الوطنية (NSF). يستخدم حاسوب أي بي إم ميرا في الأبحاث العلمية المتضمنة دراسات في مجال علم المواد وعلم المناخ وعلم الزلازل وكيمياء حاسوبية. وتم استخدام هذا الحاسوب مبدئياً في 60 مشروع قامت باختيارها وزارة الطاقة.